# Maintenant (Cattelan)
 (avril 2010).
Si vous disposez d'ouvrages ou d'articles de référence ou si vous connaissez des sites web de qualité traitant du thème abordé ici, merci de compléter l'article en donnant les références utiles à sa vérifiabilité et en les liant à la section « Notes et références ».
Maintenant est une œuvre d'art contemporain, créée par Maurizio Cattelan et présentée  en 2004 à Paris dans la chapelle des Petits-Augustins aux Beaux-Arts.
Cette œuvre représente la dépouille de John Fitzgerald Kennedy allongée dans son cercueil. Comme d'habitude, cette performance a fait couler beaucoup d'encre. Il s'agit d'un mannequin en cire, réalisé par le sculpteur Daniel Druet (qui a travaillé dix ans pour le Musée Grévin), pieds nus dans un cercueil ouvert. L'impact visuel dans la chapelle moyenâgeuse est très fort d'autant plus que les autorités américaines n'avaient, à l'époque, autorisé aucune photographie du président assassiné.
Selon l'auteur, ce corps symbolise la fin du rêve américain, les pieds nus font référence à un tableau du Caravage, La Mort de la Vierge. Le titre préfigure le questionnement au moment ultime « Et maintenant ? ».
Ce projet se voudrait aussi être en partie la réalisation d'un autre projet, non abouti, qu'il avait soumis à François Pinault pour réalisation. Il s'agissait, dans le cadre d'une concession perpétuelle dans un cimetière de Bretagne, de placer une pierre tombale portant l'épitaphe « Pourquoi moi ? ».
Il s'agit de l'expression des angoisses de l'auteur et de ses interrogations sur la mort, autour de laquelle tourne une grande partie de l'œuvre de Maurizio Cattelan.